# Партия в карты (фильм, 1896)
«Партия в карты» (фр. Une partie de cartes, 1896) — французский короткометражный немой документальный фильм. Первый фильм французского режиссёра Жоржа Мельеса.

## Сюжет
Камера фиксирует игру в карты и разговор играющих.

## Художественные особенности
«Партия в карты» копирует фильм Братьев Люмьер «Игра в карты».

Первый фильм Мельеса — «Партия в карты» — и большая часть его фильмов, вошедших в каталог 1896 года, копируют Люмьера и не представляют собой ничего оригинального.— Жорж Садуль